# Wegekreuz Von-Coels-Straße

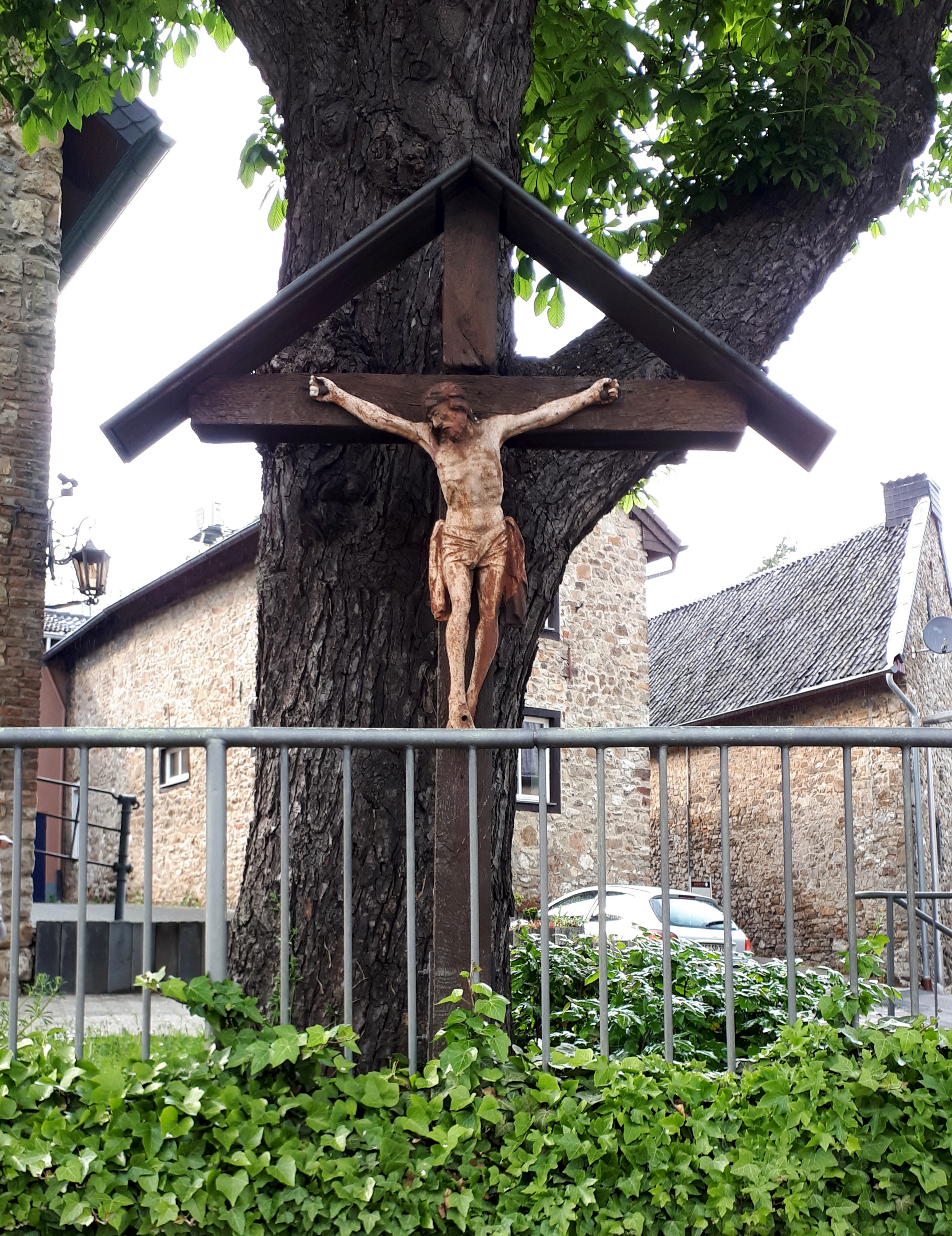
Wegekreuz Von-Coels-Straße

Das Wegekreuz von-Coels-Straße steht in der  von-Coels-Straße im Aachener Stadtteil Eilendorf und datiert auf das Jahr 1829. Beim Ausbau der Cockerill'schen Straße, wie die von Coels-Straße in früheren Zeiten hieß, wurde es von der Familie Kind gestiftet und unmittelbar vor deren bereits damals dort ansässigen Schankwirtschaft platziert.
Im Laufe der Zeit wurde das Kreuz weiter in Richtung Straße versetzt. Erst im Jahr 1911 ist die Einmündung der Nirmer Straße in die Von-Coels-Straße in ihre heutige Trassenführung verlegt worden. Als die Nationalsozialisten in den 1930er-Jahren das Kreuz entfernen wollten, vertrieb der damalige Besitzer der Gaststätte die Kreuzschänder mit einer Axt. Trotzdem blieb er von einer Strafanzeige verschont.
Nach diversen Erneuerungen musste 1955 endgültig ein neues Kreuz angefertigt werden. Eine weitere umfassende Restaurierung erfolgte im Herbst 1988.
Heute steht das Kreuz angelehnt am Stamm einer mächtigen Kastanie vor dem Haus von-Coels-Straße 199.